# Filip Hološko
Filip Hološko (Piešťany, Checoslovaquia, 17 de enero de 1984) es un futbolista eslovaco, que se desempeña como delantero y que actualmente milita en el Slovácko de la Liga de Fútbol de la República Checa.

## Clubes
| Club                 | País            | Año       |
| -------------------- | --------------- | --------- |
| MFK Piešťany         | Eslovaquia      | 1990-1998 |
| Trenčín              | Eslovaquia      | 1998-2001 |
| Slovan Liberec       | República Checa | 2002-2005 |
| Manisaspor           | Turquía         | 2006-2008 |
| Beşiktaş             | Turquía         | 2008-2009 |
| İstanbul B.B.        | Turquía         | 2010-2011 |
| Çaykur Rizespor      | Turquía         | 2014-2015 |
| Beşiktaş JK          | Turquía         | 2012-2015 |
| Sydney FC            | Australia       | 2015-2017 |
| ŠK Slovan Bratislava | Eslovaquia      | 2017-2019 |
| Slovácko             | República Checa | 2019 -    |

## Selección nacional
Ha sido internacional con la selección de fútbol de Eslovaquia, ha jugado 65 partidos internacionales por dicho seleccionado y ha anotado 8 goles. Con su selección disputó la Copa Mundial de Fútbol de 2010 en Sudáfrica.
| Mundial                        | Sede      | Resultado        |
| ------------------------------ | --------- | ---------------- |
| Copa Mundial de Fútbol de 2010 | Sudáfrica | Octavos de final |